# 台灣原住民漢化史料列表
本列表詳列台灣原住民族的漢化史料。

## 史料

### 清治時期史料
- 1722年，金門總兵黃英泰上奏朝廷：「茲臺灣南北延2千餘里，村莊番社閭井戶口不下百餘萬，叢山森林最易奸，非總兵不足以資彈壓。」
- 1724年，藍鼎元《與吳觀察論治臺灣事宜書》：「若云番地，則全台皆疆番。」
- 1730年，福建水師提督南澳總兵許良彬上奏朝廷：「竊臺灣處閩東服，為全閩海表藩籬，與內地七省水道相通；南北延袤2千餘里。其番社新舊歸化戶口不下2、3萬社，各種圍莿竹中植果木蓊鬱居室處焉，每社男婦老幼多至1、2百人，少亦不下數十人；隔越數里方有一社，地方遼闊最易藏姦[1]:174。」
- 1736年，閩浙總督喀爾吉善：「臺灣生番與『平埔漢民』不相狹洽，是以漢奸不敢入山。」；1756年奏摺：「台灣府屬實在土著流寓并社番共八萬四千六百一十一戶大小男婦共六十六萬一百四十七名口[2]:33」
- 1847年，北路理番同知史密上書說：「全台無地非番，一府數縣皆自生番獻納而來。由諸羅而彰化，由彰化而淡防，納土開疆……。而台番最愚，一無所圖，既無大志，安有大事。」
- 1885年，劉銘傳奏摺：「台灣沿海八縣之地，番居其六，民居其四。」
- 1895年，《馬關議和中日談話錄》:「伊云：『朝民招為長夫，皆不願往，我國之兵，現往攻臺灣，不知臺灣之民如何？』李云：『臺灣系潮州漳泉客民遷往，最為強悍。』伊云：『臺灣尚有生番。』李云：『生番居十之六，余皆客民。』」
- 《劉壯肅公奏議》：「台南降番甚眾，仇殺依然，聲氣仍歸隔絕。以臣度之，若認真招撫，示以恩威，五年之間，全台生番，許可盡行歸化。」
- 《條陳台灣事宜狀》：「化流民為土著，化熟番為漢人、化生番為熟番。」
- 《臺灣教會公報》607號：「我巴克禮牧師，在1875年來到臺南府城北側的教會，直到那時為止，臺南府城所屬教會的信徒，全部是山胞，其中沒有一個漢人。」

### 日治時期史料
- 《臺灣通史》卷15：「當是時（乾隆17年），歸化熟番漸從漢俗，乃令薙髮，錫姓，以遵國制。自是以來，民番雜處，各安畎畝。然交涉之事愈多。三十一年，奏設南北理番同知，以北路駐彰化，南路駐府治，管理民番交涉事務。時兩路熟番九十三社，歸化生番二百數十社，輸餉課，聽約束，有事調遣，奉命維謹。」

## 外部連結
- 番之島？番主化？ （页面存档备份，存于）